# Andrew Canning
Andrew Canning, född 26 oktober 1967 i London, är en brittisk organist utbildad vid Royal Academy of Music i London. 
Han har varit biträdande organist i Westminster Abbey och arbetat med gosskören där. Canning vann 1984 första pris i West of England International Organ festival Competition och 1990 fick han Worshipful Company of Musicians silvermedalj. Som frilansande organist har Andrew Canning framträtt åtskilligt runt om i världen. Han är även verksam som tonsättare. Under senare tid har han gjort sig ett namn som jazzorganist, både som ackompanjatör i jazzsammanhang och genom framförande av improvisationer och jazzmusik på orgel. 
Canning flyttade till Sverige 1991 och arbetade i fem år som organist i Västanfors-Västervåla församling, Västerås stift. Mellan 1996 och 2023 var han biträdande domkyrkoorganist i Uppsala domkyrka och var sedan 2001 även universitetsorganist vid Uppsala universitet. Åren 1996–2000 var han dirigent för Uppsala Domkyrkas Gosskör.